# ショラ・ショレティレ
ショラ・ショレティレ（Shola Shoretire , 2004年2月2日 - ）は、イングランド・ニューカッスル・アポン・タイン出身のサッカー選手。PAOKテッサロニキ所属。ポジションはフォワード。

## 経歴
10歳の時にニューカッスル・アポン・タインからマンチェスターに移住し、マンチェスター・ユナイテッドFCのアカデミーに入団。2021年2月21日、プレミアリーグのニューカッスル・ユナイテッドFC戦でトップチームデビュー。続く2月25日、UEFAヨーロッパリーグベスト32・2ndレグのレアル・ソシエダ戦では17歳23日で史上最年少となる欧州カップ戦デビューを果たした。
2023年1月19日、ボルトン・ワンダラーズFCにローン契約で移籍。
2024年7月30日、PAOKテッサロニキに移籍した。

## 個人成績
| クラブ                       | シーズン | リーグ         | リーグ戦 | リーグ戦 | カップ戦 | カップ戦 | リーグ杯 | リーグ杯 | 国際大会 | 国際大会 | その他 | その他 | 合計 | 合計 |
| クラブ                       | シーズン | リーグ         | 出場     | 得点     | 出場     | 得点     | 出場     | 得点     | 出場     | 得点     | 出場   | 得点   | 出場 | 得点 |
| ---------------------------- | -------- | -------------- | -------- | -------- | -------- | -------- | -------- | -------- | -------- | -------- | ------ | ------ | ---- | ---- |
| マンチェスター・ユナイテッド | 2020-21  | プレミアリーグ | 2        | 0        | 0        | 0        | 0        | 0        | 1        | 0        | 0      | 0      | 3    | 0    |
| マンチェスター・ユナイテッド | 通算     | 通算           | 2        | 0        | 0        | 0        | 0        | 0        | 1        | 0        | 2      | 0      | 5    | 0    |
| 総通算                       | 総通算   | 総通算         | 2        | 0        | 0        | 0        | 0        | 0        | 1        | 0        | 2      | 0      | 5    | 0    |